# Пабраде
Пабраде́ (лит. Pabradė, пол. Podbrodzie; устар. рус. Подбродье) — город в Швенчёнском районе, в 30 км к юго-западу от Швенчёниса, на шоссе «Вильнюс—Даугавпилс».
Административный центр Пабрадского староства.

## География
Располагается у слияния рек Жеймяна и Дубинга. Территория города занимает площадь 1111 га. Через железнодорожную станцию Пабраде проходит железнодорожная дорога «Вильнюс—Даугавпилс».
Недалеко от города находятся несколько озёр: самые посещаемые Вяльнюкас (лит. Velniukas) и Лаумяна (лит. Laumena) в 3 и 7 км от Пабраде.

## История
Имение Побродзье упоминается со второй половины XV века. Первыми владельцами были Анджей и Ежи Насиловский, продавшие свои земли влиятельному вельможе Юрию Радзивиллу, отцу Варвары Радзивилл. Позднее имением владели Михаил Радзивилл, Ян Свейковский, Михаил Тизенгауз (1672), затем ещё несколько собственников, а с 1751 года — Франциск Абрамович. Спустя пять лет имение приобрёл виленский епископ Игнацы Масальский. С 1789 года владельцем имения был великий гетман литовский Шимон Коссаковский.
Толчок развитию населённого пункта дала постройка железной дороги Санкт-Петербург—Динабург—Вильно—Варшава в 1860-х годах. В 1915—1919 годах Побродзе было уездным центром. В 1920—1939 годах местечко Побродзе входило в состав присоединённого к Польше Виленского края.
В Зулове, в 13 км от Побродзе, родился Юзеф Пилсудский. В 1929 году его стараниями в Побродзье была построена школа, которой было присвоено имя Пилсудского. В 1939 году город, вместе с другими землями Польши, был включён в состав Литвы (см.Договор о передаче Литовской республике Виленской области).
После Второй мировой войны в 1946 году Пабраде получил статус города. До 1950 года Пабраде — волостной центр, в 1950—1959 годах — районный центр. Построенная в 1960 году кабельная фабрика в 1964 году была реорганизована в завод счётных машин.
23 июня 2021 года в Пабраде на территории палаточного городка в Центре регистрации иностранцев, который фактически является центром размещения выявленных в стране нелегальных мигрантов, произошли беспорядки, для ликвидации которых был применён слезоточивый газ и другие спецсредства.

## Герб
В 2006 году декретом президента Литвы был утверждён нынешний герб города. Он представляет собой геральдический щит с серебряным полем, по которому проходит лазурный волнистый пояс, пересечённый по диагонали узкой перевязью, обозначенной на волнистом поясе пятью серебряными безантами. Во главе и оконечности щита изображены стилизованные червлёные соколы.

## Население
В 1939 году было 2869 жителей, в 1959 году население составляло 4489 человек, в 1970 — 5790. В 1976 году насчитывалось 6700 жителей. После того как Литва обрела независимость, население Пабраде незаметно падает. Оно каждый год уменьшается на несколько человек. По данным статистики на 2010 год на территории Пабрадского городского староства проживало около семи тысяч человек. В 2020 году в Пабраде насчитывалось 5339 жителей.
| 1868                                                                                                  | 1898 | 1931 | 1939 | 1959 | 1967 | 1970 | 1976 | 1979 |
| --- | ---- | ---- | ---- | ---- | ---- | ---- | ---- | ---- |
| 330                                                                                                   | 400  | 2569 | 2869 | 4489 | 5200 | 5790 | 6700 | 6655 |
| 1989                                                                                                  | 2001 | 2011 | 2017 | 2020 | 2021 | -    | -    | -    |
| 7360                                                                                                  | 6525 | 5994 | 5528 | 5337 | 4918 | -    | -    | -    |
| - * pagal enciklopedijos išleidimo metus. Metai, kurių duomenys pateikti enciklopedijoje, nenurodyti. |      |      |      |      |      |      |      |      |
| Гистограмма динамики населения                                                                        |      |      |      |      |      |      |      |      |

### Национальный состав
В 2021 году в городе проживало 5 286 человек, из них:
- Поляки — 42,96 % (2270).
- Литовцы — 29,48 % (1558).
- Русские — 19,92 % (1053).
- Белорусы — 5,73 % (303).
- Украинцы — 0,9 % (47).
- Другие — 1,04 % (55).

## Инфраструктура
В городе работает гимназия «Рито» с преподаванием на литовском языке и гимназия «Жяменос» с преподаванием на польском и русском языках. Действуют несколько сравнительно небольших предприятий пищевой промышленности, швейных изделий, фабрика по производству медицинских инструментов „Intersurgical“. Когда-то[уточнить] проходила[где?] железная дорога до Диджясалиса через деревню Зулово. Позже была демонтирована. На участке Пабраде — Павовере вместо железной дороги была сооружена велосипедная дорожка. Рядом с городом расположен крупный военный полигон, действующий с 1904 года.

## Достопримечательности
В городе находится храм Преподобного Сергия Радонежского(изначально построен во имя св. Пантелеимона), который с 1927 по 2009 год был костёлом Святого Иосафа. Также в городе расположен построенный в 2006—2007 годах костёл Пресвятой Девы Марии Королевы семей и кладбище советских воинов, которое относится к памятникам истории.

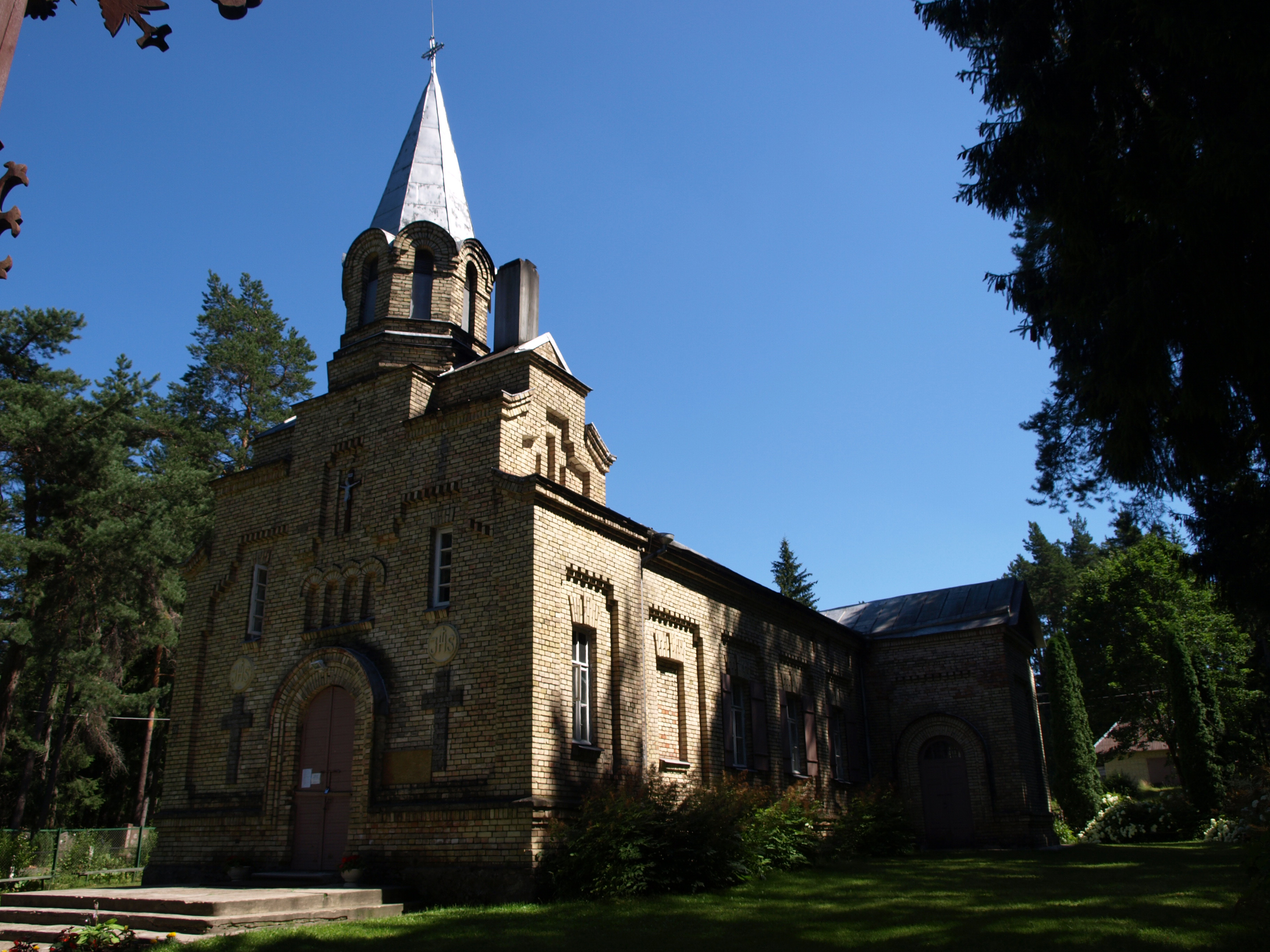
Православный храм Преподобного Сергия Радонежского
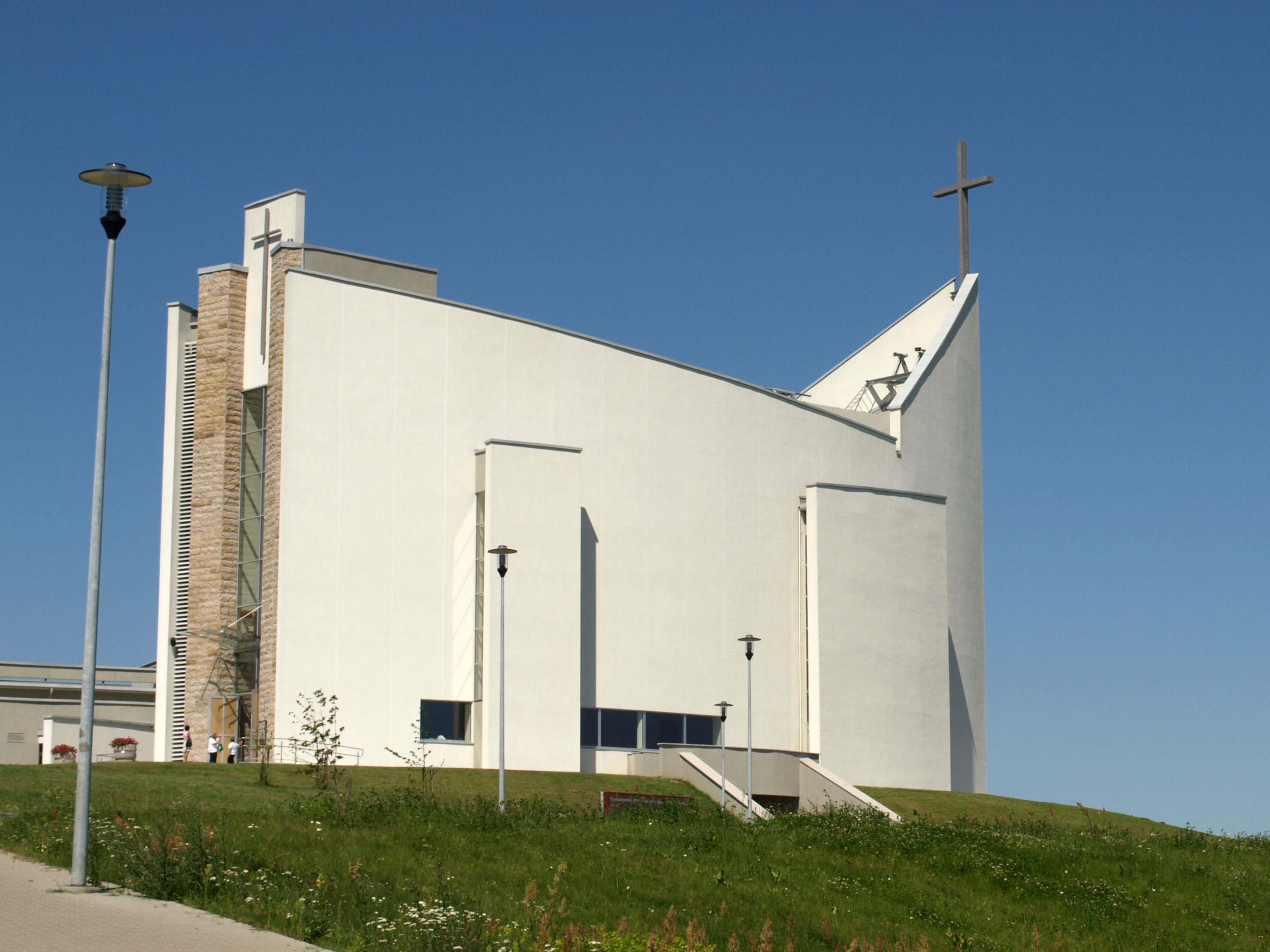
Костёл Пресвятой Девы Марии Королевы семей